# 은색 비행선
「은빛 비행선」(銀色飛行船)은 supercell의 6번째 싱글이다. 2012년 12월 19일에 Sony Records로부터 발매되었다.

## 개요
전작 「고백/우리들의 발자국」으로부터 약 9개월만의 발매가 되는 2012년 2번째 싱글로, ryo는 본작을 정체의 집대성이라고 평가하고 있다. 또한 제작은 2012년 5월 무렵부터 행해졌다. 표제곡 「은빛 비행선」은, 애니메이션 영화 「표적이 된 학원」의 오프닝 테마에 기용되었다. 판매 형태는 CD+Blu-ray의 초회 한정반A, CD+DVD의 초회 한정반B, 통상반의 3종 발매로, 초회 한정반에는 표제곡의  PV, 「표적이 된 학원」의 특보 및 TV스폿이 수록되고 있다. 디스크 쟈켓은 미와에게 이미지를 전하니 20분에 그렸다고 한다.

## 수록곡
（전 작사, 작곡, 편곡：ryo）
1. 은색 비행선(銀色飛行船) [7:05]
애니메이션 영화 「표적이 된 학원」오프닝 테마
나츠키의 근처에 사는 켄지에 대한 짝사랑을 노래한 반짝반짝한 곡. 또, 「작게 연주하고, 가능한 한 작게 노래한다」일을 의식하고 있기 때문에, 악기의 수를 줄여, 보컬의 음량을 최소한으로 두고 있다[3].
그러나 작게 연주한다고 하는 컨셉과는 정반대로, 7분을 넘는 대작이다. 이 악곡도 같이 7분 대의 전작 「우리들의 발자국」같이, 아웃트로가 길고 약 1분 반에 이른다.
2. 리틀 모어(リルモア) [3:54]
표제곡 같이 가까이에 닿지 않는 사랑을 노래한 곡으로, 과거의 경치를 재차 보면 달라 보이는 일을 테마로 썼다[2]. 또, 표제곡과 이어지는 것을 의식해 어쿠스틱 기타를 메인에 뒀다[3].
3. 애니메이션 영화「표적이 된 학원」특보용 BGM [2:22]
4. 은색 비행선 -Instrumetal-
5. 리틀 모어 -Instrumetal-

Blu-ray / DVD （초회 한정반만）
1. 은색 비행선 Music Clip
2. 애니메이션 영화「표적이 된 학원」특보
3. 애니메이션 영화「표적이 된 학원」CM SPOT -supercell ver.-

## 출전
1. ↑  supercell. 《ナタリー - [Power Push] ryo（EGOIST / supercell）インタビュー (1/4))》. (인터뷰).  “ナタリー”. 2012년 12월 27일에 확인함. |title=에 지움 문자가 있음(위치 1) (도움말)
2. 1 2  supercell. 《ナタリー - [Power Push] ryo（EGOIST / supercell）インタビュー (2/4))》. (인터뷰).  “ナタリー”. 2012년 12월 27일에 확인함. |title=에 지움 문자가 있음(위치 1) (도움말)
3. 1 2  “ナタリー - [Power Push] ryo（EGOIST / supercell）インタビュー (3/4)”. 《ナタリー》. ナターシャ. 2012년 12월 27일에 확인함. |title=에 지움 문자가 있음(위치 1) (도움말)